# Ndoola
Die Sprache Ndoola (auch ndola, ndoro, njoyame und nundoro genannt; ISO 639-3: ndr) ist eine mambiloide Sprache, die von 60.400 Personen in Nigeria im Bundesstaat Taraba und von 2.120 Personen in der Kameruner Provinz Adamaua in der Stadt Delo gesprochen wird (Stand 2000).
Die Ndoolische Sprache ist der einzige Vertreter der Ndooro-Gruppe und zählt zur Sprachfamilie der Niger-Kongo-Sprachen.